# 羊琇
羊琇（236年—282年），字稚舒，泰山郡南城县（今山東省新泰市）人，曹魏太常羊耽及辛憲英之子，尚書右僕射羊瑾之弟，景獻皇后羊徽瑜及名將羊祜之堂弟。《魏書·酷吏傳》載羊祉為其六世孫。

## 生平
羊琇自少已於本郡出身，後來在鎮西將軍鐘會軍中參軍事，跟隨他討平蜀漢。後來鍾會謀反，羊琇正言苦諫不果，回朝後賜爵關內侯。羊琇博涉於學，為人有智謀、善算計，他自幼已與晉武帝司馬炎相熟，每逢筵會他們都同席而坐。羊琇更曾經向司馬炎說：「如果您有一天騰達富貴，我為您擔任領護各十年。」司馬炎戲而許諾。當司馬炎未立為太子時，其名聲不及弟弟司馬攸，而司馬昭又素來屬意於司馬攸，因此司馬攸甚有繼位之望。羊琇便私下為司馬炎籌畫策略，做了不少工夫。羊琇又主動觀察司馬昭處事的風格，猜度他的喜好，為司馬炎設計好一些應對司馬昭提問的方案。當司馬昭要考究司馬炎的才幹見識及鑒人知事的能力時，司馬炎果然能答出正中司馬昭下懷的答案，這才得以獲得儲位。司馬炎為撫軍時，命羊琇參軍事；司馬炎即王位後，擢升羊琇為左衛將軍，封甘露亭侯。司馬炎繼位登基後，羊琇累遷為中護軍，加散騎常侍。琇在職十三年，掌管禁兵，預知機密，受到司馬炎厚待。
不過羊琇為人崇尚奢華，放恣犯法，多次被人檢劾。其後司隸校尉劉毅彈劾羊琇，按律應受重刑，司馬炎因其舊恩而僅免去其官職。不久羊琇又以侯爵不當為白衣的原因而得領護軍，沒多久盡復其職。及至齊王司馬攸出鎮，羊琇犯顏強諫，忤逆了司馬炎的旨意，被貶為太僕。羊琇便因失寵而感到憤怨，後來發病求退。朝廷體恤其情，加羊琇為散騎常侍，但當羊琇回到府中的時候就逝世了。朝廷追贈他為輔國大將軍、開府儀同三司，賜東園秘器，朝服一襲，錢三十萬，布百匹。諡號為威。

## 性格特徵
- 羊琇為人傲慢輕狂。杜預拜鎮南將軍時，朝中人士競相慶賀，在席者均連榻同坐。羊琇與裴楷後至，看到大眾連榻而坐的光景，便向裴楷說：「杜元凱（杜預字元凱）還是以連榻招待客人嗎？」於是不肯坐下就此離開。
- 羊琇為人奢侈，生活奢華，連溫酒器具都以珍貴的林木炭搗成碎屑製成獸形，令洛陽的豪貴爭相仿效。[2]冬天時，羊琇為了製作溫暖的美酒，便命人抱甕溫酒，接連換人保持甕中酒的溫度，衍生「抱甕釀」一詞。[3]加上羊琇喜歡宴會，夜以繼日，親戚共聚一堂而且無男女之別，這種生活方式頗為時人譏議。而且他為人放恣犯法，經常受到有司的糾劾。
- 不過羊琇對屬下及同僚極為照顧，盡心地推舉人材。對於窮困的人，亦很能施財振恤。選任人才時不根據既定次序提拔，而以得其意者居先。將士都願意不愛惜自己的身軀與性命而為其效命。

## 評價
- 司馬炎手詔：「琇與朕有先后之親，少小之恩，歷位外內，忠允茂著。不幸早薨，朕甚悼之。其追贈輔國大將軍、開府儀同三司，賜東園秘器，朝服一襲，錢三十萬，布百匹。」[4]

## 家庭

### 父母
- 羊耽：曹魏太常。
- 辛憲英：曹魏衛尉辛毗之女。

### 兄弟姐妹
- 羊瑾：羊琇之兄，西晉尚書右僕射。
- 羊氏：羊琇之妹，淮南太守夏侯莊妻，外孫為晉元帝。

### 五世孫
- 羊規：或載為「羊規之」，羊琇五世孫。南朝宋武帝劉裕時任祭酒從事、大中正、任城令。[5]

### 六世孫
- 羊祉：字靈祐，北魏光祿大夫，酷吏。[6]

### 七世孫
- 羊深：字文淵，北魏車騎大將軍、左光祿大夫。[7]
- 羊侃：字祖忻，羊深之弟，曾任北魏泰山太守，後叛魏效忠南朝梁，官至徐州刺史，高昌縣侯。

### 八世孫
- 羊肅：羊深之子，東魏官員，儀同開府東閤祭酒。[8]
- 羊鷟：羊侃長子。
- 羊鵾：字子鵬，羊侃第三子，官至信武將軍、東晉州刺史。

## 備註
1. ↑  《太平御覽》卷240：《晉起居注》曰：武帝太始七年，詔曰：「中護軍職典武選，宜得堪幹其事者。左衛將軍羊琇有明贍才見，乃心在公，其以琇為中護軍。」
2. ↑  《太平御覽·卷四百九十三·人事部》載《晉朝雜記》：「洛下少林木炭，正如粟状。羊琇驕豪，乃搗小炭為屑，以物和之，作獸形。後何石之徒共集，乃以溫酒，火勢既猛，獸皆開口向人，赫赫然，諸豪相矜，皆服而效之。」
3. ↑  《九家舊晉書輯本》：「外戚傳羊琇羊稚舒冬月釀。令人抱甕。須臾復易人。酒速成而味好。」
4. ↑  《晉書·外戚傳》
5. ↑  《梁書·卷三十九·羊侃傳》：「祖規，宋武帝之臨徐州，辟祭酒從事、大中正。」《魏書·卷八十九·酷吏傳》：「父規之，宋任城令。世祖南討至鄒山，規之與魯郡太守崔邪利及其屬縣徐通、愛猛之等俱降，賜爵鉅平子，拜雁門太守。」
6. ↑  生平見載於《魏書·卷八十九·酷吏傳》。
7. ↑  生平見載於《魏書·卷七十七·羊深傳》。
8. ↑  《魏書·卷七十七·羊深傳》：「子肅，武定末，儀同開府東閤祭酒。」

## 延伸阅读
[在维基数据编辑]
 《晉書/卷093》，出自房玄齡《晉書》